# Turismund
Turismund - de Thurs (gegant) i mods (valor), «gegant valerós»; (?, 453) va ser reis dels visigots durant el període del regne de Tolosa, des de la seva aclamació el 451 a la mort del seu pare en el camp de batalla, fins al seu assassinat per part dels seus germans el 453. El seu curt regnat va estar marcat per una política expansiva, principalment vers la Gàl·lia i les seves ciutats. Morí assassinat pels seus germans en les intrigues i enfrontaments per a aconseguir el títol de rei.

## Aclamació com a rei
Fill primogènit de Teodoric I, el primer de sis germans. Va ser escollit i aclamat com a rei en el transcurs de la batalla dels Camps Catalàunics (451), entre les actuals ciutats de Troyes i Châlons-sur-Marne, on els visigots lluitaven com aliats dels romans en contra dels huns, que pretenien envair la Gàl·lia, però també contra altres pobles aliats amb aquests, com els gèpids i els ostrogots, i on el seu pare és mort en combat i ell gairebé és capturat per l'enemic. Arran d'això, segons Jordanes, Turismund és aclamat com a rei per l'exèrcit a la manera tradicional, però aquest mateix autor fa notar que l'aclamació militar envers el rei com a reconeixement ja no era l'únic mètode necessari per mantenir-se en el tron, sinó que calia el control del tresor reial i de la mateixa capital, instal·lada a Tolosa.
Un cop es va recuperar el cos de Teodoric I i es van celebrar els funerals, Turismund va preparar un pla d'atac sobre els huns per venjar-se per la mort del seu pare. Contrari a això hi havia el general de les tropes romanes, Aeci, intentà dividir les forces visigodes, i malgrat haver tingut com a ostatge Turismund per evitar que el difunt Teodoric abandonés la batalla, va aconsellar al nou rei que tornés immediatament a Tolosa per prevenir possibles problemes davant les ambicions dels seus germans sobre la corona visigoda i sobre el tresor reial de Teodoric I, aconseguit arran del saqueig de Roma.

## Tornada a Tolosa
Aquest consell del general apareix relatat en les obres de Jordanes i Gregori de Tours, però es desconeix quins eren els motius o la finalitat que cercava Aeci. Hi ha diverses teories al respecte: la primera és el temor a un enfortiment dels visigots, que malgrat ser aliats de l'imperi, eren, de fet, uns aliats volàtils, fàcilment podien de canviar de bàndol; la segona és el desig d'Aeci d'evitar la destrucció total dels huns en aquella batalla, probablement per l'amistat que havia tingut amb ells, i, de fet, s'afirma que Aeci va avisar a Àtila la nit abans de l'atac demanant que deixés estar la invasió de la Gàl·lia. D'altra banda, aparentment, el general romà reconeixia la sobirania dels visigots sobre les terres de l'Aquitània Secunda i Tertia.
Fos com fos, Turismund, finalment, va decidir tornar ràpidament a Tolosa, on va obtenir el consens dels seus germans i de la resta dels nobles. Tanmateix, el seu regnat no duraria gaire, a causa de l'ambició dels seus germans. D'altra banda, paradoxalment, tot i haver seguit els consells d'Aeci, en tornar a la capital visigoda, Turismund a tornar-se hostil als romans i, tan aviat com va tenir la situació controlada, va demostrar tenir la voluntat de posar en marxa una política expansiva, seguint les petjades del seu pare.

## Política posterior
Així doncs, el nou rei posà en marxa una política expansiva, aprofitant la situació que patia Itàlia per l'atac dels huns sobre les seves ciutats, després de la primera campanya, va marxar vers el riu Roine, passant per les ciutats de Narbona i de Nimes, fins a arribar a la ciutat d'Arle el 452 per intentar sotmetre-la i incorporar-la al regne. En arribar a la ciutat, la solució no arribà per via de les armes sinó per la pacífica de la mà del prefecte del pretori local Ferriol (Ferreolus en llatí) va convidar a un àpat a Turismund, però no va deixar entrar a la resta de visigots que l'acompanyaven. El prefecte aconseguí persuadir al rei visigot de no conquerir aquelles terres, i sembla que l'obsequià amb una joia de gran valor que satisfeu a Turismund, que tornà ben aviat a Tolosa. Es creu que Ferreol podria haver-li ofert al rei altres territoris a canvi. No obstant això, una altra teoria apunta al fet que podria haver tornat a Tolosa pel perill de conspiració d'un dels seus germans, o bé volia preparar un nou atac a la Gàl·lia.
Així doncs, aquell mateix any torna a Tolosa, i el 453 es dirigeix al nord, on derrota els huns d'Àtila i ataca als alans que s'havien instal·lat prop d'Orleans, preparant estendre's més enllà del riu Loira ajudats pels huns. L'enfrontament no degués ser més que una escaramussa, en tant que Jordanes diu que no hi hagué baixes entre els homes de Turismund, i que obligà als huns a tornar a la Dàcia i la Pannònia, a més estableix la seva frontera nord amb el Loira. Gregori de Tours només parla de la submissió dels alans sense parlar dels huns.

## Mort
Al cap de poc de finalitzar la seva campanya, segons Jordanes, Turismund va emmalaltir i se li practicà una sagnia. Un client de la seva comitiva, Asalcruus, aprofità per robar-li les seves armes, dir-li el nom dels seus enemics i assassinar-lo, malgrat que, de fet, era el seu senyor. El rei encara va tenir forces per respondre matant alguns dels conspiradors. Són Hidaci i Isidor de Sevilla els que esmenten els germans del rei, Teodoric i Frederic com a rebels i que pretenien apoderar-se del tron en un moment de feblesa. Tanmateix, Pròsper d'Aquitània diu que la seva política no tenia el suport de tots els gots, i que la seva mort fou a causa de promoure la guerra, en lloc de la pau, amb els romans, quelcom que posteriorment feu que s'afirmés, erròniament, que Turismund era antiromà. Així doncs, probablement per un acte fratricidi, el 453 fou succeït pel seu germà Teodoric II, que comptà probablement amb el suport d'Aeci.